# Mary-Dell Chilton

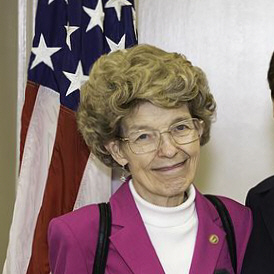
Mary-Dell Chilton (2015)

Mary-Dell Matchett Chilton (* 2. Februar 1939 in Indianapolis) ist eine US-amerikanische Mikrobiologin und Genetikerin. Sie gilt als Pionierin der Grünen Gentechnik.
Chilton erwarb ihren Bachelor und 1967 ihren Ph.D. in Chemie an der University of Illinois. Zunächst arbeitete sie als Postdoktorandin an der University of Washington und wechselte später an die Washington University in St. Louis, wo sie 1979 eine Stelle im Lehrkörper annahm. 1983 ging sie zur Agrarsparte von Ciba-Geigy, wo sie die Leitung des wissenschaftlichen Bereiches der Biotechnologie übernahm. Hieraus entwickelte sich 2000 der Agrarkonzern Syngenta. Bei Syngenta war Chilton bis 2018 noch als wissenschaftliche Beraterin tätig.
Chilton konnte zeigen, dass das Bakterium Agrobacterium tumefaciens einen Gentransfer in Pflanzenzellen hinein erwirkt. Mittels dieser T-DNA können künstlich Gene zwischen Prokaryoten und Eukaryoten übertragen werden. Chilton entwickelte Nutzpflanzen mit verbessertem Bodenertrag oder erhöhter Stresstoleranz, zum Beispiel gegen Schädlinge oder Trockenheit. Chiltons Arbeitsgebiete sind die Pflanzen-Gentechnik, Verbesserung von Kulturpflanzen, biologische Schädlingsbekämpfung, Gentransfer mittels Agrobacterium tumefaciens und Agrobacterium rhizogenes und mittels Vektoren. Weitere Arbeiten befassen sich mit der Chromatinstruktur und Kerngerüst-/Kernmatrixanheftungsregionen.

## Auszeichnungen (Auswahl)
- 1985 Mitglied der National Academy of Sciences[1]
- 1993 Mitglied der American Academy of Arts and Sciences[2]
- 2002 Benjamin Franklin Medal des Franklin Institute[3]
- 2013 Welternährungspreis[4]
- 2015 Mitglied der National Inventors Hall of Fame[5]
- 2022 National Medal of Technology and Innovation